# 아이리스 웨스트
아이리스 웨스트(영어: Iris West)는 DC 코믹스의 등장인물로, 플래시 배리 앨런의 연인이자 차후에 아내가 되는 인물이다(결혼 후 아이리스 웨스트 앨런으로 불린다). 1956년 10월 《쇼케이스》 4호에 처음 등장했고, 로버트 캐니거와 카마인 인팬티노, 조 큐버트가 공동 창작하였다.

## 담당 배우

### TV 드라마
- 초인 플래시(1990) - 폴라 마셜
- 플래시(2014) - 캔디스 패튼

### 영화
- 잭 스나이더의 저스티스 리그(2021) - 키어지 클레먼스
  - 플래시(2023) - 키어지 클레먼스

## 담당 성우

### TV 애니메이션
- 영 저스티스(2011) - 니콜 두북

### 장편 애니메이션
- 저스티스 리그: 더 뉴 프런티어(2008) - 비키 루이스
- 저스티스 리그: 플래시포인트 패러독스(2013) - 제니퍼 헤일
- 저스티스 리그: 제2차 세계대전(2021) - 애슐리 러스롭